# The Rose of Kentucky
The Rose of Kentucky è un cortometraggio muto del 1911 diretto da D.W. Griffith.

## Trama
Dopo la morte di sua madre, un'orfana viene protetta e allevata da un agricoltore che le paga gli studi. Quando la giovane è in età da marito, il suo tutore la incoraggia a scegliersi come compagno il proprio fratello. Ma quest'ultimo si dimostrerà un vigliacco e la ragazza rivolgerà invece le sue attenzioni verso il fratello maggiore.

## Produzione
Il film fu prodotto dalla Biograph Company. Venne girato a Coytesville, nel New Jersey e a Hartford, nel Connecticut.

## Distribuzione
Distribuito dalla General Film Company, il film, un cortometraggio di una bobina, uscì nelle sale cinematografiche statunitensi il 24 agosto 1911.